# Lando di Pietro
Lando di Pietro, oppure Orlando di Pietro (Siena, circa 1280 – Siena, 1340), è stato un architetto, orafo e scultore italiano, noto anche come ingegnere e equilibratore di campane.

## Biografia
Le informazioni del XIV secolo descrivono Lando di Pietro come uno dei più importanti architetti di chiese, di palazzi e costruttore di ponti.
Nel 1311 realizzò la corona ferrea per Enrico VII re d'Italia.
Dagli anni 30 del XIV secolo si trasferì frequentemente a Napoli, per dedicarsi a lavori di oreficeria con la corte.
Nel 1323 lavorò a Siena per equilibrare le campane del duomo, nel 1332 si occupò di un meccanismo a soneria per la campana di Palazzo Vecchio a Firenze, tra il 1333 e il 1335 restaurò e completò le mura cittadine di Paganico, nel 1338 ultimò un Crocifisso ligneo a Siena (basilica di San Bernardino da Siena), e l'anno seguente ricevette la carica di direttore del cantiere del nuovo duomo di Siena.
L'importante progetto per il duomo senese prevedeva che la chiesa vecchia avrebbe fatto da transetto di quella nuova, ma non fu realizzato sia per motivi tecnici sia per cause economiche. Gli imponenti archi sul lato destro del duomo rappresentano le strutture superstiti del grande progetto di Lando di Pietro.
Uno degli ultimi lavori svolti da Lando Di Pietro risultò il progetto ingegneristico meccanico per la fonte Gaia, elaborato assieme con lo scultore e architetto senese Agostino di Giovanni  (1285 circa – 1347 circa) e Giacomo di Vanni, nel 1340.
Alcuni storici dell'arte, tra i quali Cellini, attribuiscono a Lando di Pietro anche i Crocifissi lignei di Orvieto, invece Lusini gli attribuisce lo splendido disegno del campanile del duomo senese, variante del progetto di Giotto.
Lando di Pietro morì a Siena nel 1340 e fu sepolto nel convento di San Domenico il 3 agosto.
Anche il figlio di Lando di Pietro, Viva, ed il nipote Vannuccio, proseguirono nella professione di orafo, caratterizzandosi per un motivo utilizzato come sigla familiare.
Quando nel 1944 la basilica di San Bernardino da Siena fu bombardata, dal Crocifisso ligneo danneggiato si scoprirono documenti nascosti nella testa del Cristo, scritti da Lando di Pietro, nei quali dichiarò la data dell'esecuzione dell'opera ed espresse una significativa preghiera caratterizzata dall'invocazione della misericordia divina sull'autore e sulla sua famiglia, oltre che parole dimostranti umiltà e priorità della fede rispetto alle attività terrene.
(dal cartiglio presente all'interno del Crocifisso, basilica di San Bernardino da Siena, 1338)